# 押原公園

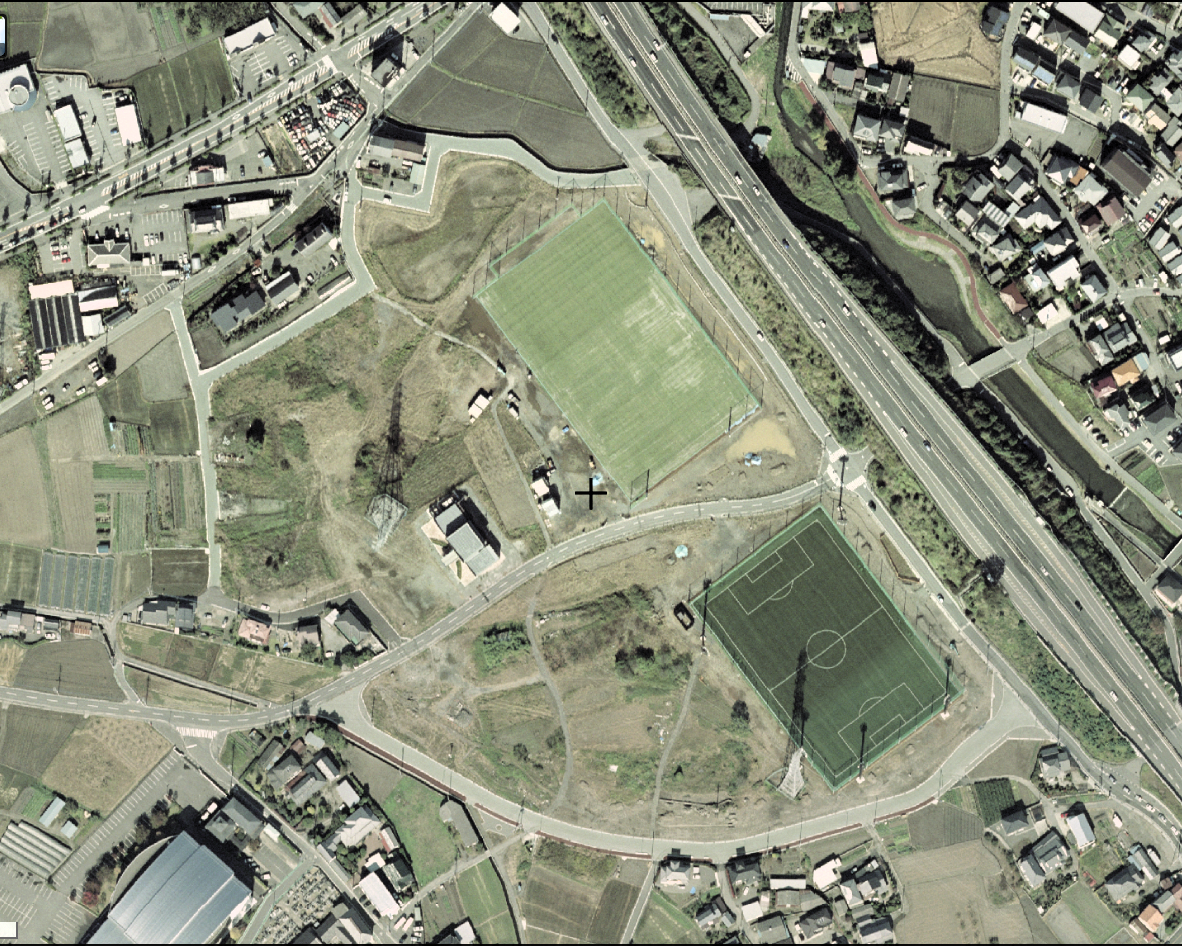
押原公園

押原公園（おしはらこうえん）は山梨県中巨摩郡昭和町にある都市公園（運動公園）である。

## 概要
災害発生時の大規模避難場所としての目的のほか、地域のサッカー整備を目的に日本サッカー協会から2億800万円の助成金を受けて2006年5月に着工された。予定では2007年度中から一部施設の供用が開始される予定であったが、設計の見直しなどにより1年延期されていた。
2008年4月にグラウンドと管理棟の供用を開始、翌5月には駐車場の一部が完成したことで一般利用者の立ち入りが可能になった。2010年に多目的広場の整備が完了し、全面オープンした。

## 施設

### 天然芝グラウンド
当公園のメインフィールド。Jリーグ・ヴァンフォーレ甲府の練習場のほか、Jユースカップや山梨県社会人リーグなどでも使用される。観客収容は芝生席500名。照明設備がないため夜間の使用ができない。
運用開始当初は、新種の芝を使用したピッチが使用による損傷から回復せず、開放が中止されるという問題も起こった。また、オーバーシードを行わなかったため、冬季は芝が枯れ天然芝ピッチが使用できない事態に陥っていた。対策として2009年から夏芝を新種の芝からティフトン芝に入れ替え、オーバーシードも行うようになり、1年中ピッチの緑が保たれるようになった。

### 人工芝グラウンド
人工芝のためJリーグの規定を満たしていないが、ロングパイル（ハイブリッドターフ）を使用しており、日本サッカー協会の公認を得ている。夜間照明設備を設けているほか、収容は700名（固定席100名、芝生席600名）と設備面では天然芝グラウンドより優れている。

### 管理棟
当公園を管理している山梨県サッカー協会の事務所が入っているほか、ロッカールームやシャワー室、会議室などクラブハウスの機能を備えている。

### その他
多目的広場と駐車場を備えている。

## アクセス
自動車
- 中央自動車道甲府昭和インターチェンジより5分。
- 中央本線甲府駅より20分。
- 身延線国母駅より5分（徒歩20分）。

公共交通機関
- 甲府駅より山梨交通の以下のバスに乗車し、五本杉バス停または押越バス停で下車。徒歩5分。
  - 53系統－南湖経由鰍沢営業所行き（押越バス停）
  - 56系統－千秋橋経由山梨大学医学部付属病院行き（押越バス停）
  - 58系統－昭和バイパス経由山梨大学医学部付属病院行き（五本杉バス停）
- 国母駅より山梨交通バス53系統「鰍沢営業所」行き、56系統「山梨大学医学部附属病院」行きに乗車、押越バス停で下車し徒歩5分
- 常永駅より山梨交通バス58系統「敷島団地」行きに乗車、五本杉バス停で下車し徒歩5分